# Campionati mondiali di biathlon 2010
I Campionati mondiali di biathlon 2010 si svolsero a Chanty-Mansijsk, in Russia, il 28 marzo e contemplarono esclusivamente la gara di staffetta mista. Essendo il 2010 anno olimpico, non fu disputato il programma completo dei Mondiali e a Chanty-Mansijsk si gareggiò solo per assegnare il titolo che non faceva parte del programma olimpico.

## Risultati

### Misto

#### Staffetta 4x6 km
| Posizione | Nazione     | Atlete                                                                    | Tempo     | Penalità                        |
| --------- | ----------- | ------------------------------------------------------------------------- | --------- | ------------------------------- |
| 1         | Germania    | Simone Hauswald Magdalena Neuner Simon Schempp Arnd Peiffer               | 1:18:17.4 | 0+2 0+1 0+1 0+0 0+0 0+0 0+2 0+0 |
| 2         | Norvegia    | Ann Kristin Flatland Tora Berger Emil Hegle Svendsen Ole Einar Bjørndalen | 1:19:41.4 | 0+0 0+1 0+1 0+2 0+0 0+0 0+1 0+1 |
| 3         | Svezia      | Helena Ekholm Anna Carin Olofsson Björn Ferry Carl Johan Bergman          | 1:19:48.2 | 0+2 0+3 0+3 0+0 0+1 0+1 0+0 0+1 |
| 4         | Russia      | Jana Romanova Ol'ga Zajceva Maksim Čudov Ivan Čerezov                     | 1:19:59.5 | 0+0 0+1 0+0 1+3 0+3 0+2 0+0 0+0 |
| 5         | Francia     | Marie-Laure Brunet Sandrine Bailly Simon Fourcade Martin Fourcade         | 1:20:25.6 | 0+2 0+0 0+3 0+1 0+0 0+1 0+1 0+1 |
| 6         | Ucraina     | Oksana Chvostenko Vita Semerenko Serhij Sednjev Andrij Deryzemlja         | 1:20:41.7 | 0+0 0+0 0+2 0+2 0+0 0+2 0+1 0+3 |
| 7         | Rep. Ceca   | Gabriela Soukalová Barbora Tomešová Michal Šlesingr Jaroslav Soukup       | 1:20:56.8 | 0+1 0+1 0+1 0+0 0+1 0+1 0+3 0+2 |
| 8         | Italia      | Katja Haller Karin Oberhofer Lukas Hofer Christian De Lorenzi             | 1:20:58.4 | 0+0 0+1 0+2 0+0 0+1 0+3 0+1 0+0 |
| 9         | Bielorussia | Ljudmila Kalinčyk Dar″ja Domračava Sjarhej Novikaŭ Rustam Valiulin        | 1:21:50.4 | 0+0 0+1 0+0 0+2 1+3 0+1         |
| 10        | Slovenia    | Dijana Ravnikar Teja Gregorin Janez Marič Klemen Bauer                    | 1:22:41.1 | 0+1 0+1 0+0 0+3 0+1 0+3 1+3 2+3 |
| 11        | Kazakistan  | Anna Lebedeva Marina Lebedeva Jan Savickij Sergej Naumik                  | 1:23:12.9 | 0+2 0+1 0+1 0+2 0+1 0+1 0+3 0+2 |
| 12        | Canada      | Megan Tandy Zina Kocher Jean-Philippe Le Guellec Brendan Green            | 1:23:56.8 | 0+0 0+3 0+0 1+3 0+1 1+3 0+0 0+1 |
| 13        | Svizzera    | Selina Gasparin Elisa Gasparin Benjamin Weger Thomas Frei                 | 1:24:49.3 | 0+0 1+3 0+1 0+3 0+2 0+0 0+0 0+3 |
| 14        | Slovacchia  | Jana Gereková Anastasija Kuz'mina Pavol Hurajt Dušan Šimočko              | 1:24:54.0 | 1+3 0+1 1+3 0+0 0+1 0+3 0+1 1+3 |
| 15        | Polonia     | Agnieszka Cyl Weronika Nowakowska Sebastian Witek Łukasz Witek            | 1:25:04.5 | 0+1 0+0 0+0 0+0 0+2 0+2 0+2 1+3 |
| 16        | Bulgaria    | Nina Klenovska Emilija Jordanova Krasimir Anev Michail Klečerov           | 1:25:34.7 | 0+1 1+3 0+3 0+2 0+3 0+1 0+0 0+2 |
| 17        | Estonia     | Kadri Lehtla Eveli Saue Danil Steptsenko Priit Viks                       | 1:26:24.7 | 0+0 0+2 1+3 0+0 1+3 0+1 0+2 1+3 |
| 18        | Finlandia   | Mari Laukkanen Kaisa Mäkäräinen Sami Orpana Marko Juhani Mänttäri         | 1:27:16.8 | 0+2 0+1 0+0 0+2 1+3 0+1 0+0 0+2 |

28 marzo, ore 13:15

## Medagliere per nazioni
| Posizione | Nazione  | Oro | Argento | Bronzo | Totale |
| --------- | -------- | --- | ------- | ------ | ------ |
| 1         | Germania | 1   | 0       | 0      | 1      |
| 2         | Norvegia | 0   | 1       | 0      | 1      |
| 3         | Svezia   | 0   | 0       | 1      | 1      |